# 유승민 (축구 선수)
유승민(1998년 9월 24일 ~ )은 대한민국의 축구 선수이며 포지션은 공격수이다.

## 클럽 경력
2018년 9월 26일에 전북현대모터스 vs 전남드래곤즈의 경기에서 데뷔하였다.